# Aristocles (escultor)
Aristocles (en griego antiguo: Ἀριστοκλῆς, romanizado: Aristoklḗs, en latín: Aristŏcles), Ática, siglo VI a. C. - Ática, siglo VI a. C.) fue un antiguo escultor griego.

## Biografía

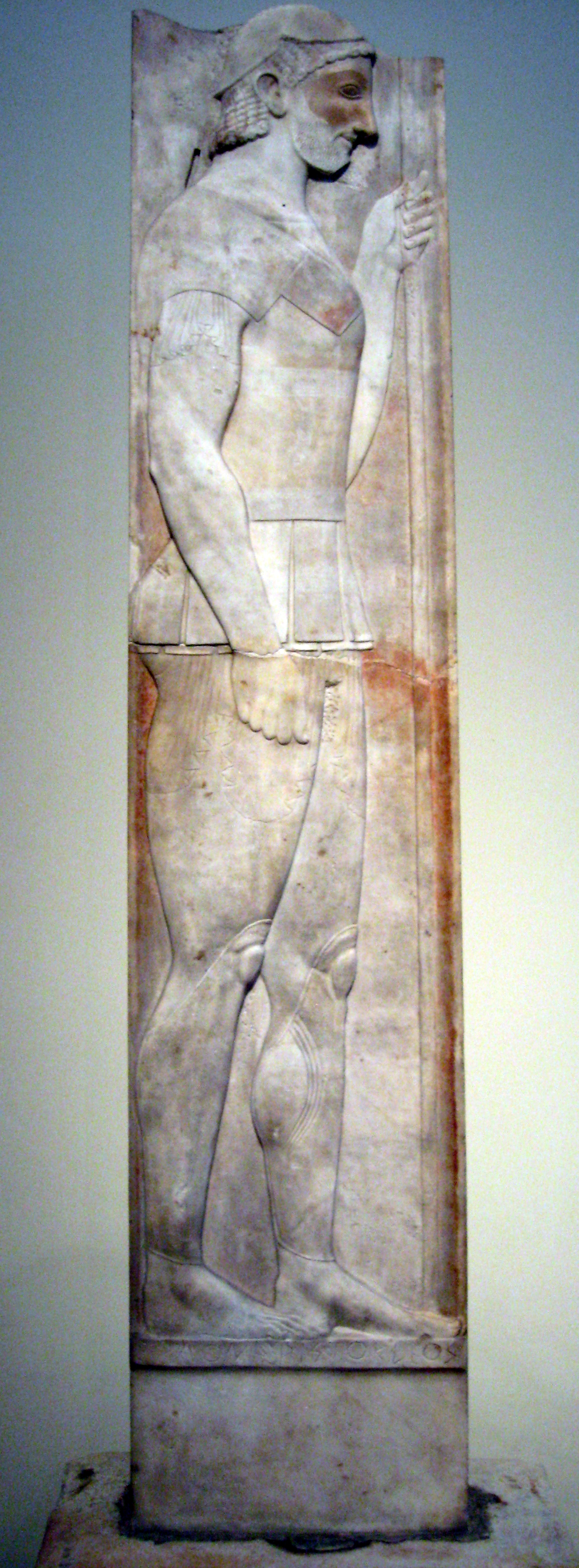
Estela de Aristión, hacia 510 a. C., Museo Arqueológico Nacional de Atenas.

Fue el más famoso de todos los escultores llamados Aristocles.
Estuvo activo en Ática en la segunda mitad del siglo VI a. C.

## Obras
Su firma está presente en un fragmento de la basae de una estatua votiva —ἔργον Ἀριστοκλέος, «obra de Aristócles»—, 
y sobre todo en la conocida Estela de Aristión, conservada en el Museo Arqueológico Nacional de Atenas.
La estela funeraria de Aristión representa, en bajorrelieve y a tamaño natural, a un guerrero armado. La representación está intacta, aunque la parte superior de la estela está dañada.
 La obra se caracteriza por una factura refinada y precisa en todos los detalles, desde los rizos del cabello hasta la barba, y es rica en equilibrio y sensibilidad compositiva. Los colores originales también están parcialmente presentes: del azul al rojo, pasando por el amarillo.
El estilo de la obra, datada hacia 510 a. C., muestra vínculos con el de los vasos pintados con figuras rojas más antiguos.
Se han hallado otras bases que nombran a Aristocles como escultor y que se construyeron en la muralla de Temístocles. Josef Floren le atribuye otras obras de este periodo.